# Willi Fick
Willi Fick (Lurup, 17 februari 1891 – Kiel, 5 september 1913) was een Duits voetballer.

## Carrière
Fick werd geboren in het Pruisische provinciedorpje Lurup, tegenwoordig een stadsdeel van Hamburg, en verhuisde op jonge leeftijd met zijn familie naar Kiel. In 1908 begon hij zijn voetbalcarrière bij Kieler FV Holstein 02. In 1910 werd hij kampioen van Noord-Duitsland met de club en plaatste zich zo voor de eindronde om de landstitel. In de kwartfinale scoorde hij de 2-1 in de 4-1 zege tegen Berliner FC Preußen. In de halve finale kreeg Holstein opnieuw een club uit Berlijn voorgeschoteld, Rixdorfer FC Tasmania. Ook hier kon Fick een goal maken in de ruime 6-0 overwinning. In de finale stond de club tegenover Karlsruher FV. Nadat Max Breunig een strafschop miste draaide het uit op verlengingen. Na een fout van Kiel op Julius Hirsch volgde een nieuwe strafschop. Breunig nam deze opnieuw en miste opnieuw, maar de doelman kon de bal niet pakken en Max Grafe trapte de bal binnen en de titel was voor KFV. Het volgende jaar plaatste de club zich opnieuw en versloeg eerst Duisburger SpV maar werd dan verslagen met zware 0-4 cijfers door BTuFC Viktoria 1889. In 1912 nam de club voor de derde opeenvolgende keer deel aan de eindronde en stond in de eerste ronde opnieuw tegenover BFC Preußen. De Berlijners kwamen voor en Kiel stond meer dan 50 minuten achter tot Fick de gelijkmaker binnen trapte in de 84ste minuut, kort daarna scoorde David Binder opnieuw voor Kiel. In de halve finale nam de club weerwraak op Viktoria Berlin na de verloren halve finale van vorig jaar al had de club hier wel drie verlengingen voor nodig. De finale werd voor 9.000 toeschouwers gespeeld in Hamburg en was een heruitgave van de finale van 1910. In de 52ste minuut kwam Fick ten val in het strafschopgebied en kreeg Kiel een strafschop toegewezen die benut werd door Ernst Möller. Een paar jaar later overleed Fick, vermoedelijk aan tuberculose.
Hij speelde op 24 april 1910 één wedstrijd voor het nationale elftal in Arnhem, waar ze met 4-2 verloren van Nederland, hij scoorde in de 42ste minuut.